# Likolampi och Pukari
Likolampi och Pukari eller Pukarijärvi är en sjö på finsk-ryska gränsen. Den finländska delen ligger i kommunen Kuusamo i landskapet Norra Österbotten, i den nordöstra delen av landet, 700 km norr om huvudstaden Helsingfors. Likolampi och Pukari ligger 262,7 meter över havet. Arean är 1,77 kvadratkilometer och strandlinjen är 13,78 kilometer lång. Sjön  ingår i Koundaälvens huvudavrinningsområde.   
I övrigt finns följande i Likolampi och Pukari:
- Niittysaari (en ö)
- Tulisaari (en ö)
- Keuhkosaari (en ö)